# 渚ゆう子
渚 ゆう子（なぎさ ゆうこ、1945年11月8日 - ）は、日本の歌手。大阪市浪速区出身。本名は大江 千鶴子。ハワイアン歌手としてレコードデビューの後、1970年にベンチャーズ作曲・演奏の「京都の恋」を日本語の歌詞で唄って、大ブレイクし一躍人気歌手となった。

## 経歴
母親が沖縄、父親は京都府出身。幼少より両親の熱心な教育を受け、沖縄民謡と琉球舞踊を習熟する。
1964年、久葉真鶴（くばまづる）の芸名で芸能界入り。
1965年、和田弘とマヒナスターズの前唄で出演した。そのとき、リーダー和田弘のすすめがあり上京。作曲家浜口庫之助に師事し、ハワイアンを覚える。
1966年、「渚ゆう子」に改名。命名当初は渚夕子だったが、日没のイメージは良くないということでゆう子となった。名付け親はマヒナスターズの松平直樹。
1967年、ハワイアン歌謡「早くキスして」でレコードデビュー。そのB面は「ルアウの火も消えて」どちらも東芝レコードのスチールギター奏者でハニーアイランダースのリーダー大橋節夫が作曲した。
1970年、ベンチャーズ作曲の「京都の恋」「京都慕情」を、日本語の歌詞で唄って大ブレイク、人気歌手の仲間入りを果たす。なお「京都の恋」は、オリコンシングルレコード売上げでは85万枚を超え、さらに1970年年間第10位、翌1971年年間第27位にそれぞれランク、自身最大のヒット曲となった。また「京都慕情」も、翌1971年度オリコン年間第15位にランクされている。
1971年　筒美京平作曲の「さいはて慕情」で第13回日本レコード大賞歌唱賞を受賞。第22回NHK紅白歌合戦（NHK総合・ラジオ第1）に「京都慕情」で初出場。又歌手としても、この年のシングルレコード売上げの年間第2位となった。
1972年、「風の日のバラード」で第23回NHK紅白歌合戦（NHK総合・ラジオ第1）に2回目の出場。
1981年、（歌手としての第一線から一時引退）
1993年、「北ホテル」をリリース。
1997年、「京都ひとり」をリリース。

## 近況
各地のディナーショーやイベントなどに出演。老人ホームのボランティア慰問なども行っている。
2004年8月7日、NHK思い出のメロディーで「京都慕情」を歌唱。
2006年には、1972年の日比谷公会堂のライブコンサートを収録した伝説のLPレコードがCD復刻版で発売された。
2008年、1970年に「京都の恋」が大ヒットし、渚が多忙になったために身を引いた当時の婚約者に再び求婚され、38年の時を経て結婚を決めた。
2009年11月3日、第9回わが心の大阪メロディー（NHK総合）に出演。
2010年1月12日、NHK歌謡コンサート（NHK総合）に出演、「京都の恋」を歌唱。
2011年6月10日、1967年デビューからの全シングル26タイトルがMEG-CDで復刻された。
2011年11月3日、木曜8時のコンサート〜名曲!にっぽんの歌〜で「京都の恋」を歌唱。
2012年8月18日、NHK思い出のメロディーで「京都の恋」を歌唱。
2013年5月2日、木曜8時のコンサート〜名曲!にっぽんの歌〜で「京都慕情」を歌唱。
2014年7月3日、木曜8時のコンサート〜名曲!にっぽんの歌〜で「月の夜は」を歌唱。

## ディスコグラフィ

### シングル
| #                      | 発売日                 | A/B面                  | タイトル               | 作詞                      | 作曲                   | 編曲                   | オリコン 最高順位      | 規格品番               |
| 東芝音楽工業 → 東芝EMI | 東芝音楽工業 → 東芝EMI | 東芝音楽工業 → 東芝EMI | 東芝音楽工業 → 東芝EMI | 東芝音楽工業 → 東芝EMI    | 東芝音楽工業 → 東芝EMI | 東芝音楽工業 → 東芝EMI | 東芝音楽工業 → 東芝EMI | 東芝音楽工業 → 東芝EMI |
| ---------------------- | ---------------------- | ---------------------- | ---------------------- | ------------------------- | ---------------------- | ---------------------- | ---------------------- | ---------------------- |
| 1                      | 1967年 6月5日          | A面                    | 早くキスして           | 若木香                    | 大橋節夫               | 和田弘                 |                        | TP-1463                |
| 1                      | 1967年 6月5日          | B面                    | ルアウの火も消えて     | 若木香                    | 大橋節夫               | 川口真                 |                        | TP-1463                |
| 2                      | 1967年 11月5日         | A面                    | 女の指輪               | 橋本淳                    | 筒美京平               | 筒美京平               | TP-1546                |                        |
| 2                      | 1967年 11月5日         | B面                    | こんな夜がつらい       | 大橋節夫                  | 大橋節夫               | 川口真                 | TP-1546                |                        |
| 3                      | 1968年 5月1日          | A面                    | 想い出はチラチラ       | 大橋節夫                  | 大橋節夫               | 大橋節夫               | TP-1638                |                        |
| 3                      | 1968年 5月1日          | B面                    | 七夕の恋               | 大橋節夫                  | 大橋節夫               | 川口真                 | TP-1638                |                        |
| 4                      | 1969年 1月10日         | A面                    | 二人の大阪             | 辻本茂                    | 川口真                 | 川口真                 | TP-2106                |                        |
| 4                      | 1969年 1月10日         | B面                    | 恋のくちびる           | 西川ひとみ                | 川口真                 | 川口真                 | TP-2106                |                        |
| 5                      | 1970年 1月10日         | A面                    | とげのないバラ         | わたなべ研一              | 岡田渥美               | 川口真                 | TP-2237                |                        |
| 5                      | 1970年 1月10日         | B面                    | 愛にぬれたギター       | 岩田しげる                | 曽根幸明               | 川口真                 | TP-2237                |                        |
| 6                      | 1970年 5月25日         | A面                    | 京都の恋               | 林春生                    | Ventures               | 川口真                 | 1位                    | TP-2282                |
| 6                      | 1970年 5月25日         | B面                    | 宮崎の二人             | 辻本茂                    | 大本恭敬               | 川口真                 | 1位                    | TP-2282                |
| 7                      | 1970年 12月1日         | A面                    | 京都慕情               | 林春生                    | Ventures               | 川口真                 | 2位                    | TP-2357                |
| 7                      | 1970年 12月1日         | B面                    | 女の指輪               | 橋本淳                    | 筒美京平               | 筒美京平               | 2位                    | TP-2357                |
| 8                      | 1971年 3月25日         | A面                    | さいはて慕情           | 林春生                    | 筒美京平               | 筒美京平               | 6位                    | TP-2404                |
| 8                      | 1971年 3月25日         | B面                    | しのび雨               | 林春生                    | 筒美京平               | 筒美京平               | 6位                    | TP-2404                |
| 9                      | 1971年 8月5日          | A面                    | 雨の日のブルース       | 橋本淳                    | 筒美京平               | 筒美京平               | 8位                    | TP-2500                |
| 9                      | 1971年 8月5日          | B面                    | 忘れな草をこの胸に     | 橋本淳                    | 筒美京平               | 筒美京平               | 8位                    | TP-2500                |
| 10                     | 1971年 12月1日         | A面                    | 長崎慕情               | 林春生                    | Ventures               | 川口真                 | 9位                    | TP-2557                |
| 10                     | 1971年 12月1日         | B面                    | 幸福                   | 橋本淳                    | 筒美京平               | 筒美京平               | 9位                    | TP-2557                |
| 11                     | 1972年 2月5日          | A面                    | めぐり逢い             | 橋本淳                    | 筒美京平               | 高田弘                 |                        | TP-2615                |
| 11                     | 1972年 2月5日          | B面                    | おんなの日記           | 辻本茂                    | 筒美京平               | 高田弘                 |                        | TP-2615                |
| 12                     | 1972年 4月25日         | A面                    | 今日からひとり         | 橋本淳                    | 筒美京平               | 筒美京平               | 38位                   | TP-2651                |
| 12                     | 1972年 4月25日         | B面                    | 愛のエトランゼ         | 橋本淳                    | 筒美京平               | 筒美京平               | 38位                   | TP-2651                |
| 13                     | 1972年 7月25日         | A面                    | 風の日のバラード       | 峰けい子                  | 筒美京平               | 筒美京平               | 25位                   | TP-2707                |
| 13                     | 1972年 7月25日         | B面                    | あの人の居ない街       | 橋本淳                    | 筒美京平               | 筒美京平               | 25位                   | TP-2707                |
| 14                     | 1972年 12月1日         | A面                    | 何処へ                 | なかにし礼                | 中村泰士               | 川口真                 |                        | TP-2786                |
| 14                     | 1972年 12月1日         | B面                    | 愛ある束縛             | なかにし礼                | 中村泰士               | 川口真                 |                        | TP-2786                |
| 15                     | 1973年 6月5日          | A面                    | 東京に三日 田舎に四日  | 浜口庫之助                | 浜口庫之助             | 川口真                 | TP-2860                |                        |
| 15                     | 1973年 6月5日          | B面                    | 恋の日が来るのね       | 浜口庫之助                | 浜口庫之助             | 川口真                 | TP-2860                |                        |
| 16                     | 1973年 10月20日        | A面                    | 京おんな               | なかにし礼                | 平尾昌晃               | 川口真                 | TP-2931                |                        |
| 16                     | 1973年 10月20日        | B面                    | 花のいのち             | 千家和也                  | 渡辺岳夫               | 荒木圭男               | TP-2931                |                        |
| 17                     | 1974年 5月5日          | A面                    | かえり道               | 有馬三恵子                | 井上忠夫               | 川口真                 | TP-20002               |                        |
| 17                     | 1974年 5月5日          | B面                    | 別れてそして           | 有馬三恵子                | 井上忠夫               | 川口真                 | TP-20002               |                        |
| 18                     | 1975年 7月20日         | A面                    | 北からの手紙           | 小谷夏                    | 三木たかし             | 三木たかし             | TP-20151               |                        |
| 18                     | 1975年 7月20日         | B面                    | 恋人形                 | 小谷夏                    | 三木たかし             | 三木たかし             | TP-20151               |                        |
| 19                     | 1976年 8月5日          | A面                    | 居酒屋「すずらん」     | みなみらんぼう            | みなみらんぼう         | 千代正行               | TP-10042               |                        |
| 19                     | 1976年 8月5日          | B面                    | 砂丘                   | みなみらんぼう            | みなみらんぼう         | 千代正行               | TP-10042               |                        |
| 20                     | 1976年 12月1日         | A面                    | 石を投げれば心に当る   | みなみらんぼう 中村小太郎 | みなみらんぼう         | 千代正行               | TP-10133               |                        |
| 20                     | 1976年 12月1日         | B面                    | にごりえ               | みなみらんぼう            | みなみらんぼう         | 千代正行               | TP-10133               |                        |
| 21                     | 1977年 7月5日          | A面                    | 大阪慕情               | みなみらんぼう            | みなみらんぼう         | 千代正行               | TP-10254               |                        |
| 21                     | 1977年 7月5日          | B面                    | 途中下車               | 山川啓介                  | にわまさき             | にわまさき             | TP-10254               |                        |
| 22                     | 1979年 5月5日          | A面                    | おんなの語り唄         | 五味一男                  | 五味一男               | 浦田博信               | TP-10568               |                        |
| 22                     | 1979年 5月5日          | B面                    | (カラオケ)             | -                         | 五味一男               | 浦田博信               | TP-10568               |                        |
| 23                     | 1980年 9月5日          | A面                    | 愛をもとめて           | 川内康範                  | 川内康範               | 竜崎孝路               | TP-17039               |                        |
| 23                     | 1980年 9月5日          | B面                    | はなれない             | 川内康範                  | 川内康範               | 竜崎孝路               | TP-17039               |                        |
| 24                     | 1981年 10月21日        | A面                    | しのび逢う京都         | 山口あかり                | 浜圭介                 | 川口真                 | TP-17237               |                        |
| 24                     | 1981年 10月21日        | B面                    | 朝日よ明日も           | 堂忍                      | 浜圭介                 | 川口真                 | TP-17237               |                        |
| 25                     | 1993年 1月20日         | 01                     | 北ホテル               | 高橋直人                  | あらい玉英             | 馬場良                 | TODT-2973              |                        |
| 25                     | 1993年 1月20日         | 02                     | 春の雨                 | 高橋直人                  | あらい玉英             | 馬場良                 | TODT-2973              |                        |
| 26                     | 1997年 7月24日         | 01                     | 京都ひとり             | 岡田冨美子                | 杉本眞人               | 矢野立美               | TODT-5003              |                        |
| 26                     | 1997年 7月24日         | 02                     | 港のエトランゼ         | 岡田冨美子                | 杉本眞人               | 矢野立美               | TODT-5003              |                        |

### オリジナル・アルバム
1. 京都の恋（1970年12月21日、TP-7484）
2. 南国の夜（1971年、TP-8075）
3. さいはて慕情（1971年、TP-8083）
4. 渚ゆう子 沖縄民謡を唄う（1972年、TP-8175）
5. にほんの詩情（1972年12月20日、TP-8224）
6. 京おんな 渚ゆう子京都を唄う（1973年、TP-9095）

### ライブ・アルバム
1. 渚ゆう子 オン・ステージ（1971年、TP-7585）
  - 2枚組。1971年3月5・6日、日比谷公会堂にて収録。
2. 渚ゆう子 リサイタル（1971年11月5日、TP-8132）
  - 1971年9月2日、神戸国際ホールにて収録。
3. ナイトクラブの渚ゆう子（1973年10月5日、TP-9085）
4. ラスベガスの渚ゆう子（1974年、TP-72013）

### ベスト・アルバム
- GOLDEN☆BEST 渚ゆう子（2002年11月20日、TOCT-10879）

### 企画アルバム
- 渚ゆう子ベストコレクション 京都フェロモン菩薩〜1201年京都の旅（1995年3月29日、TOCT-8787）
  - 責任選曲・編集：みうらじゅん

### タイアップ曲
| 年     | 楽曲         | タイアップ                               |
| ------ | ------------ | ---------------------------------------- |
| 1972年 | めぐり逢い   | 日本テレビ系ドラマ「あの橋の畔で」主題歌 |
| 1972年 | おんなの日記 | 日本テレビ系ドラマ「あの橋の畔で」主題歌 |
| 1973年 | 花のいのち   | TBS系ドラマ「花のいのち」主題歌          |

## NHK紅白歌合戦出場歴
| 年度/放送回               | 回 | 曲目             | 出演順 | 対戦相手       |
| ------------------------- | -- | ---------------- | ------ | -------------- |
| 1971年（昭和46年）/第22回 | 初 | 京都慕情         | 19/25  | 千昌夫         |
| 1972年（昭和47年）/第23回 | 2  | 風の日のバラード | 04/23  | にしきのあきら |

注意点
- 出演順は「出演順/出場者数」で表す。